# Kaloula kalingensis
Espèce
Statut de conservation UICN

 LC  : Préoccupation mineure
Kaloula kalingensis est une espèce d'amphibiens de la famille des Microhylidae.

## Répartition
Cette espèce est endémique des Philippines. Son aire de répartition concerne les régions montagneuses des Cordilleras et, probablement, de la Sierra Madre, dans le Nord de Luçon ainsi que dans les îles de Polillo et Palaui,.

## Description
Kaloula kalingensis mesure de 34 à 37 mm. Son dos est noir bleuté avec des taches rouge sombre au niveau du cou, des flancs et des membres et de petites taches crème de chaque côté de l'anus. Son ventre est tacheté de blanc crème. Sa gorge et son menton sont bleu noir.

## Étymologie
Son nom d'espèce, composé de kaling[a] et du suffixe latin -ensis, « qui vit dans, qui habite », lui a été donné en référence au lieu de sa découverte, la province de Kalinga.

## Publication originale
- Taylor, 1922 : Additions to the herpetological fauna of the Philippine Islands, I. The Philippine journal of science, vol. 21, p. 161-206 (texte intégral).